# 邮寄选票

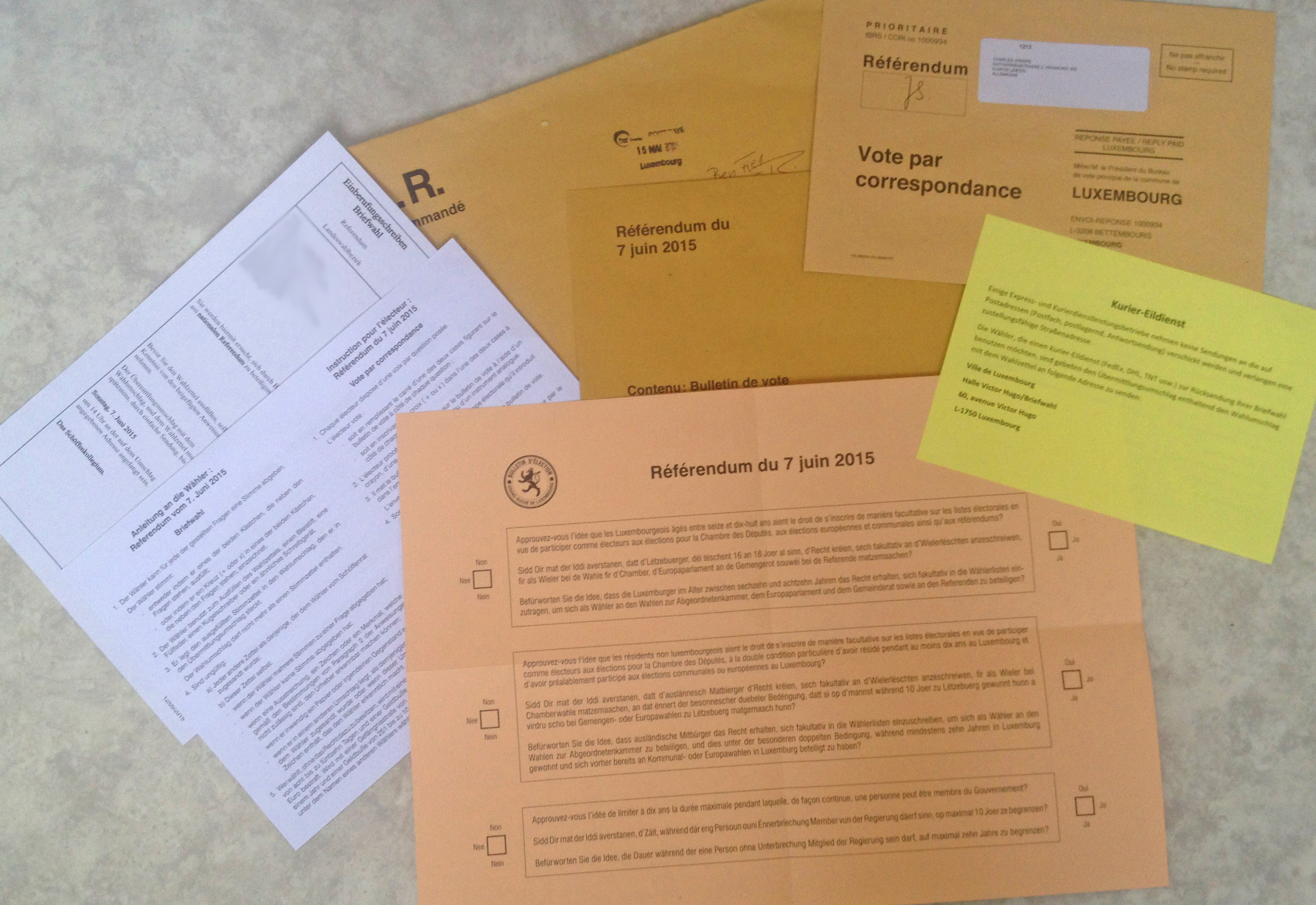
2015 Luxembourg constitutional referendum

邮寄投票或通訊投票，是指在选举中以邮寄方式将选票分发给选民并收回已由选民填写好的选票，而不是选民亲自到投票站或通过电子投票系统进行电子投票。邮递投票是一种提前投票的形式，可被视为缺席投票。其目的是提高投票率，保障在選舉時投票存在困難選民的選舉權并减少选举日投票站的人流壓力。
在选举中，邮寄投票可以提供给提出申请的选民，也可以只向符合某些条件（如无法前往指定投票站）的选民提供。在某些选举中，邮递投票是唯一允许的投票方式，此类被称为全邮递投票。
一般来说，邮寄的选票必须在预定的选举日之前寄回。然而，在某些司法管轄區，可能允許选民親自通過安全投遞箱或在投票中心投遞選票。郵寄選票可由人手處理，或以電子方式掃描和點算。邮政投票的历史可以追溯到19世纪。在现代，邮寄投票程序和可用性因司法管辖区而异。关于美國廣泛使用郵遞投票的州（加州、俄勒岡州和華盛頓州）的數據顯示，郵遞投票往往會提高選民投票率。
选举法通常规定了一系列的检查措施，以防止舞弊，并使选民提交的选票保持完整和保密。有组织的、大规模的邮递投票舞弊通常很难不被发现，因为大量的利益相关者（如官员、政治人物和记者）以及大量的学者和分析家有能力发现由大规模舞弊所导致选票总数的统计异常。选举工作人员可以通过检查签名和进行基本的侦查工作来确认舞弊。
除政治选举外，邮政投票也用于公司，工会和俱乐部选举等。

## 原理
在邮寄投票中，选民通过邮寄提前收到并在填票后发送自己的选票；身份证号码可确保一个人只投一次票。同时在邮寄过程中采用多种措施来保持投票的保密性。
然后，计票分两个阶段进行：由市政管理部门打开装有选民身份证的信封，在投票结束时，由选举办公室打开装有选票的封闭信封。

### 全邮递投票
全邮递投票是一种邮寄投票形式。在这种选举中，所有选民都通过邮寄收到选票，而不仅仅是那些申请邮寄选票的选民。根据不同国家/地区的不同情况，选民可能以邮寄方式交回选票，也可能允许他们亲自将选票送到指定的投递地点。全邮政投票已在美国和瑞士的多个州中使用，并于2016年在澳大利亚婚姻法邮政调查（Australian Marriage Law Postal Survey）中以及2004年英国四个地区的欧洲议会选举（European Parliament election）也采用了这种投票方式。
有证据表明，与选民亲自投票的选举的亲自投票或需选民自行申请邮寄投票（而不是自动接收选票）的选举相比，全邮政投票所带来的投票率更高。

## 各地的邮寄投票

### 澳大利亚
在2016年澳大利亚联邦大选中，共有120万张邮政选票，占选票总数的8.5％。
澳大利亚的邮政投票在1902年引入，并在1903年的选举中首次使用。费舍尔政府在宣称它易于滥用并偏向农村选民之后，于1910年将其废除。但最终于1918年恢复了邮政投票，此后一直未受到质疑，尽管相关条款和要求进行了多次修改。
在1901年加入联邦之前，西澳大利亚州于1877年采用了严格的资格标准，采用了邮政投票方式。南澳大利亚州于1890年对海员进行了邮政投票，1896年法案对在选举日离家有15英里（24公里）以上的任何选民以及无法投票的妇女进行了邮政投票。维多利亚州在1899年通过了类似的法律，第一部联邦邮政投票法也以1896年的南澳大利亚邮政投票法为蓝本。

#### 程序
澳联邦一级的邮政投票由1918年《联邦选举法》规定，澳大利亚选举委员会管理。因旅行而不在其选区，或因疾病、体弱、"临产"、对自身安全的合理担心、宗教信仰、监禁、沉默选民身份或就业原因而无法前往投票站的选民，均可参加邮政投票。
合资格的选民可在每次选举前提出邮政投票申请，或申请成为 "普通邮政选民"，并自动收到一张邮政选票。郵寄選民會收到選票和一個預付郵資的信封，信封上寫有他們的姓名和地址，以及一個預先設定的安全問題。選民須在信封上簽名，並提供安全問題的正確答案。他们还需要有一名见证人在信封上签名并注明日期。从2016年起，邮政选票在选举日之后13天内就可以收到并进入计票。2016年选举后，有人指出，对邮政选票的严格审查程序是导致推迟宣布临近选举结果的一个 "重要因素"。

### 奥地利
从1990年到2007年，根据《B-VG》第26(6)条，在国民议会选举、联邦总统选举和全民公决中的海外投票可以通过邮寄选票进行。但是，必须由第二位奥地利公民确认投票的正确性。2007年，奥地利通过修订《奥地利宪法》第26条，启用了更大规模的邮寄选票。无论在奥地利和国外，选民均可申请邮寄选票，在填票后由选民本人在缺席选票上签名确认，最后邮寄给选举主管机构。在2017年的选举中，大约有78万张邮政选票，占所有选票的15%。
自2011年10月1日《选举法修正案》生效以来，所有全国性的选举在最后一个投票站关闭之前，选举主管机构必须收到寄回的选票。这样就避免了在2007年到2011年期间投票站关闭后的“战术投票”。在选举中，缺席选票在选举后的第二天才会被清点。在2016年联邦总统大选的第一轮选举中，由于计票后候选人之间的票数仅相差143,672票，导致选举日晚间还没有确定胜负。但有885,437张邮寄选票被申请并发出，参加联邦总统第二轮选举。以邮寄方式投下的766,076张选票的结果在选举后的第二天公布。缺席选票将选举日晚间总票数原本落后的候选人变为领先约3.1万票。

### 加拿大
1917年的《军人选民法》首次规定了选民在无法亲自投票的情况下进行投票的能力，使所有加拿大士兵都有投票权。公务员于1970年开始有特别选票投票权。1977年，这项权利进一步扩大到加拿大军事基地的文职人员。1993年，C-114号法案将特别选票投票权扩大到所有加拿大公民。.
包括邮寄投票在内的特别投票权的使用规模不断增加。在第42届大选（2015年）中，采用特别投票权的选民人数比上届大选增加了117%，约为61.9万人。在第43届选举（2019年）中，这一数字增加到约660,000人，占选民总数的3.6%。

### 芬兰
芬兰于2019年对长期居住在国外的合格选民和选举时居住在国外的合格选民实行邮寄投票。

### 法国
在1975年因担心易造成选举舞弊而被禁止之前，法国一直存在邮寄选票。但2020年美国总统选举中广泛使用邮政投票的做法在法国重新引发了关于使用邮政投票的辩论，但就这一议题，目前还没有共识或具体计划。

### 德国
邮政投票在德国应用很普遍，在2017年的大选中，有29%的选民通过邮寄选票的方式投票。德国自1957年起就存在缺席投票，最初是为了保证所有德国公民，特别是老弱病残和居住在国外的公民都有机会参加选举。起初，邮递选民必须说明为什么不能在选举日亲自投票；但这一要求在2008年被取消，允许所有人在不解释理由的情况下使用邮递选票。近年来，邮寄投票在居住在德国国内的年轻和非残疾公民中越来越受欢迎；因此，正在开发各种工具 （页面存档备份，存于），以帮助国内外公民更容易地申请邮寄投票。

### 匈牙利
居住在国外但在匈牙利没有官方地址的匈牙利公民可以通过邮件投票。但他们只可投票给政党名单，而不能投票给地方代表。在2018年的议会选举中，选民通过邮寄提交了267,233票（占总票数的4.6％）。在所有有效邮寄选票中，有48％来自居住在罗马尼亚的侨民。

### 印度
印度的邮寄选票只通过印度选举委员会的电子传送邮寄选票系统进行，在该系统中，选票被分发给已登记的合格选民，并由他们邮寄回选票。开始计票时，这些邮寄选票首先被计算，然后才计算其他选民的电子选票。只有特定类别的人才有资格使用邮寄选票。在联邦武装部队和邦警察部门工作的人及其妻子，以及印度政府派驻国外的雇员可以登记为现役选民。此外，被预防性拘留的人、残疾人和65岁以上的人可以使用邮寄选票。囚犯则完全不能投票。印度共产党指称，邮政投票 "将对选民的可核查性产生不利影响，从而影响选举过程的透明度和完整性"，并对邮寄选票中操纵和舞弊事件表示关切。

### 印度尼西亚

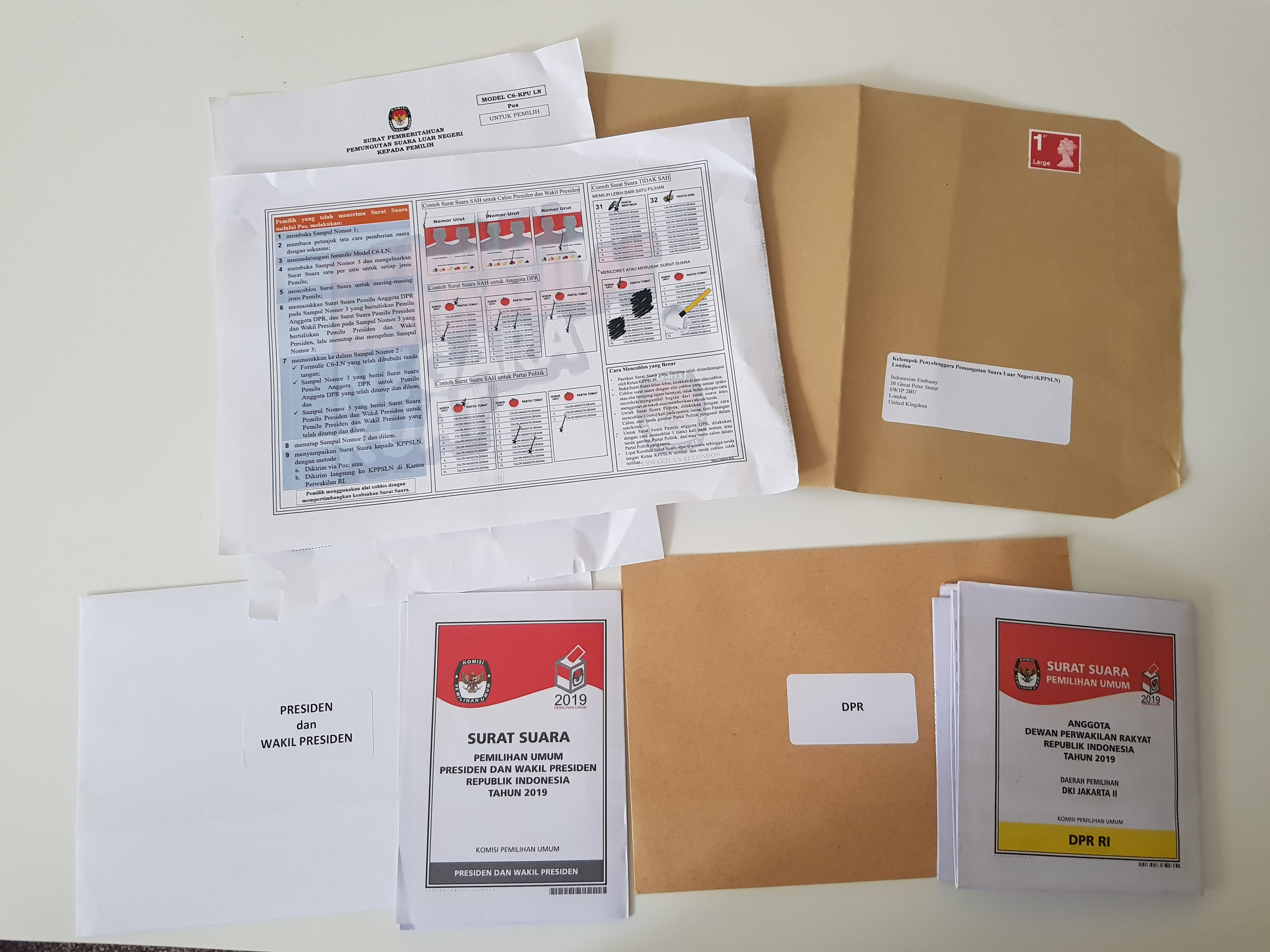
在2019年印尼大选期间向居住在英国的印尼侨民发送的邮寄选票

居住在国外且符合条件的印度尼西亚侨民可以在其居住国的印度尼西亚海外选举委员会登记，从而在全国大选中通过邮寄进行投票。除总统选举外，他们还可以在国会选举中投票。所有海外选民的选票均计入雅加达第二选区。

### 瑞士
瑞士联邦法律允许在所有联邦选举和全民公决中进行邮寄选票。 截至2019年，大约90％的瑞士选民使用远程邮政投票进行投票。在阿尔高州，2017年邮寄选票甚至占选票總數的97％。在瑞士，投票站在投票日中午就会关闭。
所有选票和选举文件均提前以邮寄方式发给选民。近年来，仍然可以在投票箱内投票的公投和投票站的数量仍然很多，但較之先前已经大為减少。在2019冠狀病毒病大流行期间，许多选民被鼓励通过邮寄选票方式投票。例如，在苏黎世市，只設两个投票站。
邮寄选票舞弊的企图很少，但确实存在。 
由于邮政延误，居住在国外的瑞士公民的投票权實際上受到限制，因此受到不少批评。
在那些仍拥有农村自治市（Landsgemeinde）的州中，对州级事务的投票不通过邮寄选票进行。该制度固有的特点是公开投票，这意味着原则上可以通过监督其他选民来影响选举。

## 对邮寄选票的批评
与在投票站进行投票相比，邮政投票（尤其是邮政投票）被批评指更容易发生舞弊。原因如下：
- 投票人可以选择出售空白邮寄选票或在有买票人在场的情况下填写文件[32]。
- 与投票站相比，在选民家中投票时遵守投票保密规定难度更大。因此在填票过程中受到外界影响的可能性也更大。
- 邮寄选票被盗(包括寄送给选民时尚未填写的选票和交回选举当局时已填写选票)[33]
- 邮寄选票信封在邮件中或保留在选举部门时被更改或销毁，或者无法及时到达选举当局的风险。[34]
- 使用伪造的签名，可以向其他地址申请邮政投票。[35]

在1996年和2002年在达豪（Dachau），2005年在伯明翰和2008年在巴伐利亚的罗丁（Roding），发现了故意操纵邮政投票的案件。
在2020年美國總統選舉之中，出現了大量郵寄選票。選舉落敗的共和黨候選人、時任總統特朗普及多名共和黨人士都認為民主黨利用郵寄選票作弊，致使很多州在現場票站調查勢均力敵情況下在點算郵寄選票後都出現有利民主黨的結果。然而勝方民主黨則否認舞弊，並且共和黨的上訴均被各州法院直接駁回，間接引發2021年國會山莊騷亂。

## 一些可替代郵寄選票的方法
對於郵寄選票有多种替代方案，但其中一些方案存在其他安全问题。
- 早期投票[36]
- 在其他選民更容易前往的投票站進行異地投票
- 委托投票
- 流动票箱（選舉工作人員主動前往選民處）
- 网络投票

### 書籍
John C. Fortier: Absentee and Early Voting. The AEI Press, 2006, ISBN 978-0-8447-4247-2
1. ↑  Hill, Charlotte; Grumbach, Jacob; Bonica, Adam; Jefferson, Hakeem. . The New York Times. 2020  [2020-05-17]. ISSN 0362-4331. （原始内容存档于2020-12-03） （美国英语）.
2. ↑  Wines, Michael. . The New York Times. 2020-05-25  [2020-05-28]. ISSN 0362-4331. （原始内容存档于2020-12-11） （美国英语）.
3. 1 2  Thompson, Daniel M.; Wu, Jennifer A.; Yoder, Jesse; Hall, Andrew B. . Proceedings of the National Academy of Sciences. 2020-06-09, 117 (25): 14052–14056. ISSN 0027-8424. PMC 7322007 . PMID 32518108. doi:10.1073/pnas.2007249117  （英语）.
4. ↑  Qvortrup, Matt. . The Political Quarterly. 2005, 76 (3): 414–419. ISSN 1467-923X. doi:10.1111/j.1467-923X.2005.00700.x （英语）.
5. 1 2  Schedule 2—Grounds of application for postal or pre‑poll vote: . Federal Register of Legislation. 27 May 2020  [2021-02-06]. （原始内容存档于2021-02-02）.
6. ↑  Muller, Damon. . Australian Parliamentary Library. 2016  [11 April 2020]. （原始内容存档于2022-05-27）.
7. ↑  . www.bmi.gv.at.   [2020-08-06]. （原始内容存档于2021-05-17）.
8. ↑  Maas, Willem. . San Domenico di Fiesole (FI), Italy: EUDO Citizenship Observatory Robert Schuman Centre for Advanced Studies. 2015: 7.
9. ↑  Canada, Elections. . www.elections.ca.   [2020-08-06]. （原始内容存档于2021-01-26）.
10. ↑  Canada, Elections. . www.elections.ca.   [2020-08-06]. （原始内容存档于2021-01-27）.
11. ↑  . Vaalit.   [2021-02-10]. （原始内容存档于2021-03-02） （美国英语）.
12. 1 2  . POLITICO. 2020-11-16  [2021-02-10]. （原始内容存档于2021-03-01） （美国英语）.
13. ↑  . Your Europe.   [2021-02-10]. （原始内容存档于2021-02-10） （英语）.
14. ↑  . Átlátszó blog.   [2021-02-10]. （原始内容存档于2021-03-25）.
15. ↑  . Nemzeti Választási Iroda.   [2 May 2020]. （原始内容存档于2021-03-10） （匈牙利语）.
16. ↑  . Nemzeti Választási Iroda.   [2 May 2020]. （原始内容存档于2021-03-10） （匈牙利语）.
17. ↑  . First Post. 2 April 2019  [2021-02-18]. （原始内容存档于2020-07-30）.
18. ↑  Maharashtra, Haryana Elections 2019: Can You Vote By Postal Ballot If You Aren't Living At Home? （页面存档备份，存于）, Huffington Post, 26 September 2019.
19. ↑  . Jagran. 29 October 2019  [2021-02-18]. （原始内容存档于2020-07-30）.
20. ↑  . mobile.twitter.com.   [2020-06-30]. （原始内容存档于2021-03-08）.
21. ↑  . Deccan Herald. 2020-06-30  [2020-06-30]. （原始内容存档于2021-03-08） （英语）.
22. ↑  . The Hindu. Special Correspondent. 2020-06-29  [2020-06-30]. ISSN 0971-751X. （原始内容存档于2021-03-11） （英语）.
23. ↑  Template:Cite swiss law
24. ↑  Killer, Christian; Stiller, Burkhard. . Communication Systems Group CSG, Department of Informatics IfI, Universitat Zurich UZH. 2019.
25. ↑  Domhnall O'Sullivan. . Swissinfo. 2020-10-06.
 （页面存档备份，存于）
26. ↑  . Stadt Zürich.
 （页面存档备份，存于）
27. ↑  Lumengo ist nicht der erste Fall der Wahlfälschung （页面存档备份，存于）, NZZ, 12. November 2010
28. ↑  Ricardo Lumengo: Der politische Senkrechtstarter steht vor dem Aus （页面存档备份，存于）, BaZ, 12. November 2010
29. ↑  . St. Galler Tagblatt. 2009-05-05  [2009-05-13].
30. ↑  . bazonline.ch: (amu/sda).   [2016-05-23].
 （页面存档备份，存于）
31. ↑  Melanie Eichenberger. . Swissinfo. 2020-10-01.
 （页面存档备份，存于）
32. ↑  Germany, Stuttgarter Zeitung, Stuttgart. . stuttgarter-zeitung.de.   [2021-02-10]. （原始内容存档于2021-02-12） （德语）.
33. ↑  . www.spiegel.de.   [2021-02-10]. （原始内容存档于2020-11-12）.
34. ↑  Berlin, Berliner Morgenpost-. . www.morgenpost.de. 2009-06-19  [2021-02-10]. （原始内容存档于2021-03-19） （德语）.
35. ↑  Maibaum, Jörg. . www.nrz.de. 2010-06-18  [2021-02-10]. （原始内容存档于2021-02-15） （德语）.
36. ↑  in den USA waren bei der Präsidentschaftswahl im November 2000 16 Prozent early voters, 2012 waren es 35 Prozent (zeit.de （页面存档备份，存于）)